# Долина предків
«Долина предків» (кирг. «Өрүкзардаги баян») — радянський художній фільм, знятий режисером Кадиржаном Кидиралієвим в 1989 році на студії «Киргизфільм». Інша назва фільму «В пошуках нареченої».

## Сюжет
Фільм про маленьку громаду, що живе у високогірному селі (аул), яке колись в силу певних обставин — знелюдніло. Люди похилого віку і хлопець, що відслужив армію, намагаються зберегти безлюдне село. Вони ратують за повернення туди людей. Адже сільське життя може само по собі бути красивим і, навіть повноцінною альтернативою — міському.

## У ролях
- Даркуль Куюкова — Сайкал-апа
- Расул Укачін — Саки
- Мухтар Бахтигерєєв — Чоро
- Бакірдін Алієв — Жунус
- Джамал Сейдакматова — Зуура
- Дана Каїрбекова — Райхан
- Орозбек Кутманалієв — Батир
- Акжолтой Кочкорбаєва — Сайра
- Алтинай Рисмендєєва — Алтинай
- Багадур Алієв — епізод

## Знімальна група
- Режисер — Кадиржан Кидиралієв
- Сценарист — Мурза Гапаров
- Оператор — Хасанбек Кидиралієв
- Композитор — Віктор Кісін